# Shuqba
Shuqba (en árabe: شقبة) es una localidad palestina de la gobernación de Ramala y al-Bireh, situada a 17 kilómetros al noroeste de la ciudad de Ramala, en Palestina.
Shuqba tiene una superficie total de 13.990 dunams (1.399 ha), cuya área construida cubre 616 dunams (61,6 ha). Shuqba tenía 5.459 habitantes en 2017.

## Localización
Shuqba se encuentra a 17,9 km al noroeste de Ramala. Limita al este con Deir abu Mash'al y Al-Itihad, y al sur con Ni'lin, Qibya y Shabtin.
Al oeste está la Línea Verde, y al norte se encuentran Abud, Rantis, y el asentamiento israelí de Beit Aryeh-Ofarim.

## Historia

### Arqueología
Dorothy Garrod estudió en 1928 la transición de la cultura mesolítica a la neolítica representada en una cueva de la orilla norte del río Natuf, cerca de Shuqba. Se acuñó entonces el nombre de «Cultura Natufiana» para describir a los habitantes del sur de Levante en esta coyuntura crucial de la historia de la humanidad. En 2021, nuevos descubrimientos en la cueva sugieren que los neandertales se acercaron más de lo que se pensaba a África y que utilizaban una tecnología de fabricación de herramientas de piedra que se cree era exclusiva de los humanos modernos.
En Shuqba se han encontrado restos de alfarería de la Edad del Hierro I y Edad del Hierro II, de las épocas persa, helenística, del Imperio romano, de la época bizantina y mameluca.

### Periodo otomano
En 1596, Shuqba formaba parte de la nahiya (subdistrito) de Ramla, que junto con la nahiya de Gaza conformaba el sanjacado de Gaza. En los registros fiscales de aquel año contaba con 49 hogares, todos ellos musulmanes. Pagaban un impuesto fijo de 25 % sobre los productos agrícolas como el trigo, la cebada, las cosechas de verano, los olivos, las cabras y las colmenas, además de ingresos ocasionales y una prensa para aceitunas o sirope de uva; lo que alcanzaba un total de 2600 akçe.
En 1870, Victor Guérin apuntó que las casas de Kharbet Choukba estaban construidas de forma muy tosca y que la aldea contaba con unos doscientos habitantes. Una lista de pueblos otomanos del mismo año, en la que aparecía como Schakba, encontró 39 casas y una población de 141 habitantes, aunque el recuento de la población sólo incluía a los hombres. Se indicaba que estaba situado al norte de Deir Qaddis y que tenía Bayt Nabala al oeste.
En 1882, el Estudio de la Palestina Occidental del Fondo para la Exploración de Palestina (PEF) lo describió como «un pequeño pueblo en un terreno elevado, rodeado de árboles».

### Mandato Británico de Palestina
Tras la caída y desmantelamiento del Imperio otomano al final de la Primera Guerra Mundial, la región pasó a formar parte de la Palestina bajo mandato británico. En el primer censo que las autoridades británicas realizaron en 1922, Shuqba tenía una población de 530 habitantes musulmanes, que aumentó en el censo de 1931 a 696, todavía todos musulmanes, en un total de 130 casas.
En las estadísticas de 1945, la población era de 840 habitantes, todos musulmanes. La superficie total de Shuqba era de 15.013 dunams (1.500 ha), según un estudio oficial de tierras y población, de los cuales 1.496 dunums se destinaban a plantaciones y tierras de regadío, 5.053 a cereales y 16 dunams a zonas edificadas (urbanas).

### Administración jordana
Tras la guerra árabe-israelí de 1948 y los acuerdos de armisticio árabe-israelí de 1949, Shuqba quedó bajo dominio de Jordania, que anexó Cisjordania en 1950. En el censo que realizó en 1961, Shuqba tenía 1241 habitantes.

### De 1967 a 1995
Desde la guerra de los Seis Días de 1967 en la que Israel conquistó Cisjordania, Shuqba está bajo ocupación israelí. La población censada en 1967 por las autoridades israelíes era de 885 habitantes, de los cuales 54 procedían del territorio israelí.

### Desde 1995
Los acuerdos de Oslo II firmados en 1995 establecieron que 8,4 % de las tierras de Shuqba se clasificaran como zona B, bajo administración civil del Estado de Palestina y control militar de Israel, y el 91,6 % restante como zona C, bajo control absoluto, administrativo y militar, de Israel. La mayoría de la población vive en la zona B, y la zona C consiste en tierras agrícolas y espacios abiertos. En ella, los palestinos tienen prohibido la construcción y la gestión de tierras a menos que cuenten con un permiso otorgado por la Administración Civil Israelí.
La barrera israelí de Cisjordania está construida en parte en tierras del pueblo, aislando 1352 dunams (135,2 ha), a saber 10 % del pueblo, en el lado oeste del muro, que es el lado israelí. Israel también ha confiscado tierras de la aldea para construir carreteras de circunvalación exclusivas para israelíes, puestos de control militar y una cantera y trituradora de piedra israelí. El material pétreo extraído se transfiere a Israel, en violación del derecho internacional.